# Église Saint-Jean de Mongauzy
Pour les articles homonymes, voir Église Saint-Jean.
L'église Saint-Jean de Mongauzy est une église catholique située à Mongauzy, en France.

## Localisation

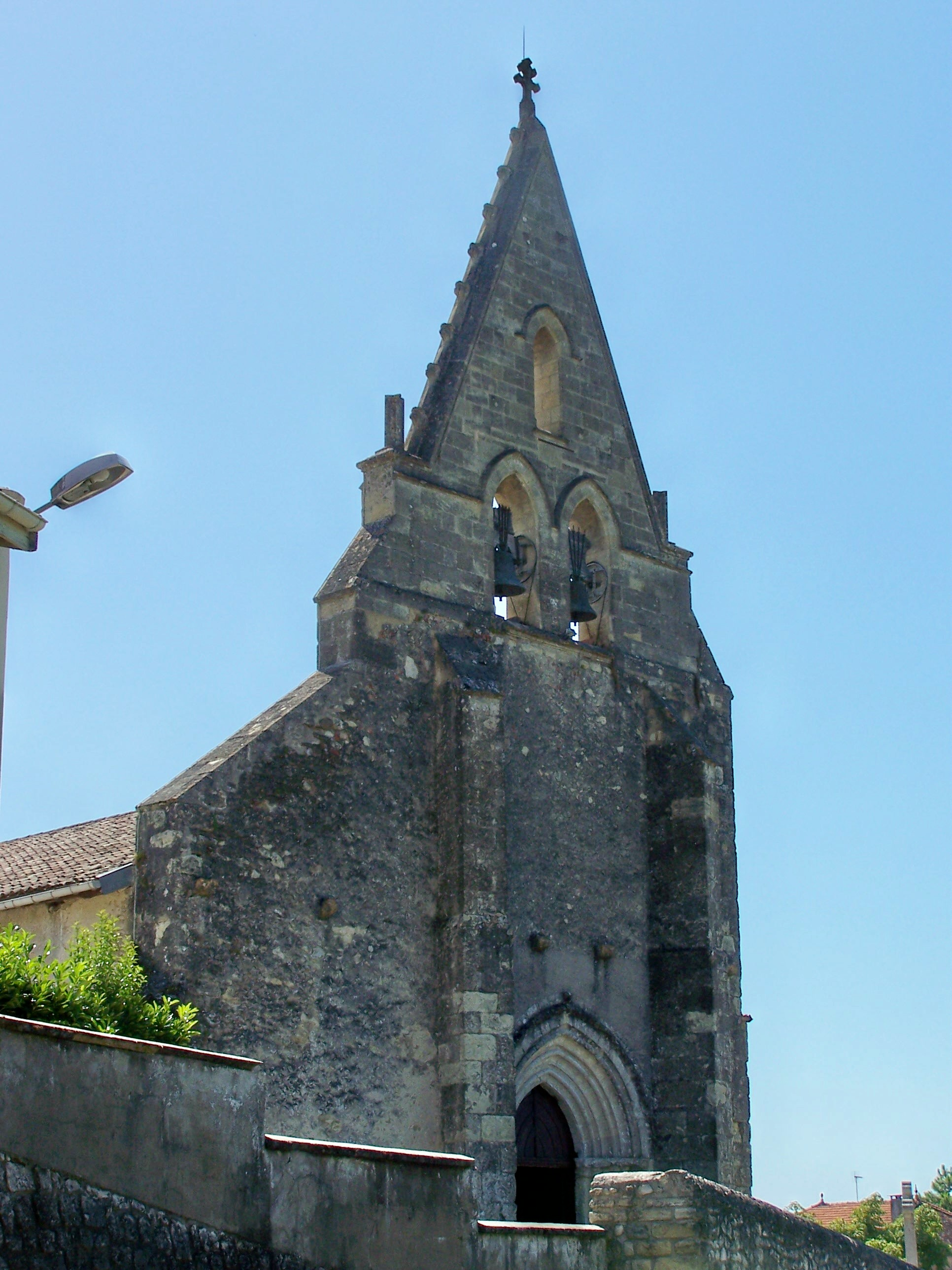
Le clocher-mur face à l'ouest (juil. 2009)

L'église est située dans le département français de la Gironde, sur la commune de Mongauzy, au centre du bourg.

## Historique
L'édifice est composé de deux nefs, l'une romane au sud, l'autre gothique du XVe siècle et son abside date du XIIe siècle ; il est inscrit au titre des monuments historiques par arrêté du 21 décembre 1925 en totalité.